# Kågedalens församling
Kågedalens församling är en församling i Skellefte kontrakt i Luleå stift. Församlingen ligger i Skellefteå kommun i Västerbottens län och ingår från 1 januari 2014 i Skellefteå pastorat.

## Administrativ historik
Församlingen bildades på 1933 genom en utbrytning ur Skellefteå landsförsamling och var till 1 maj 1933 annexförsamling i pastoratet Skellefteå landsförsamling och Kågedalen för att därefter till 2014 utgöra ett eget pastorat. Från 2014 ingår församlingen i Skellefteå pastorat.

## Areal
Kågedalens församling omfattade den 1 januari 1976 en areal av 327,7 kvadratkilometer, varav 321,5 kvadratkilometer land.

## Befolkningsutveckling
| Befolkningsutvecklingen i Kågedalens församling 1940–1990     | Befolkningsutvecklingen i Kågedalens församling 1940–1990 | Befolkningsutvecklingen i Kågedalens församling 1940–1990 | Befolkningsutvecklingen i Kågedalens församling 1940–1990 | Befolkningsutvecklingen i Kågedalens församling 1940–1990 |
| ------------------------------------------------------------- | --------------------------------------------------------- | --------------------------------------------------------- | --------------------------------------------------------- | --------------------------------------------------------- |
|                                                               |                                                           |                                                           |                                                           |                                                           |
| År                                                            |                                                           |                                                           | Folkmängd                                                 |                                                           |
| 1940                                                          | 1940                                                      |                                                           | 4 645                                                     |                                                           |
| 1950                                                          | 1950                                                      |                                                           | 4 381                                                     |                                                           |
| 1960                                                          | 1960                                                      |                                                           | 4 071                                                     |                                                           |
| 1970                                                          | 1970                                                      |                                                           | 3 977                                                     |                                                           |
| 1980                                                          | 1980                                                      |                                                           | 4 841                                                     |                                                           |
| 1990                                                          | 1990                                                      |                                                           | 5 040                                                     |                                                           |
| Anm: Källor: Demografiska databasen, CEDAR, Umeå universitet. |                                                           |                                                           |                                                           |                                                           |

## Kyrkor
- Kågedalens kyrka
- Kåge kyrka
- Ersmarks kyrka